# Zwycięzcy Rajdu Polski

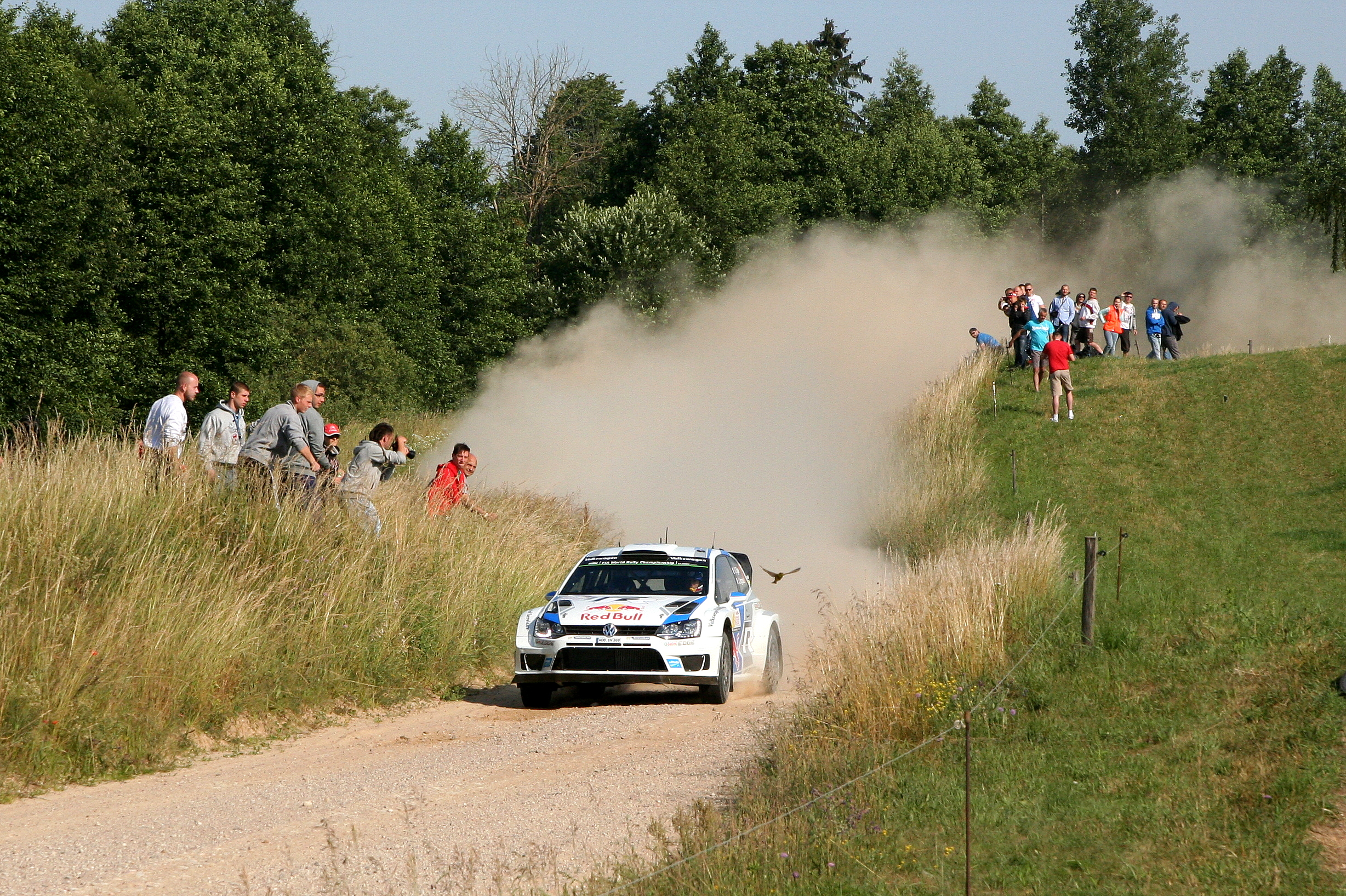
Sébastien Ogier podczas wygranego Rajdu Polski 2014

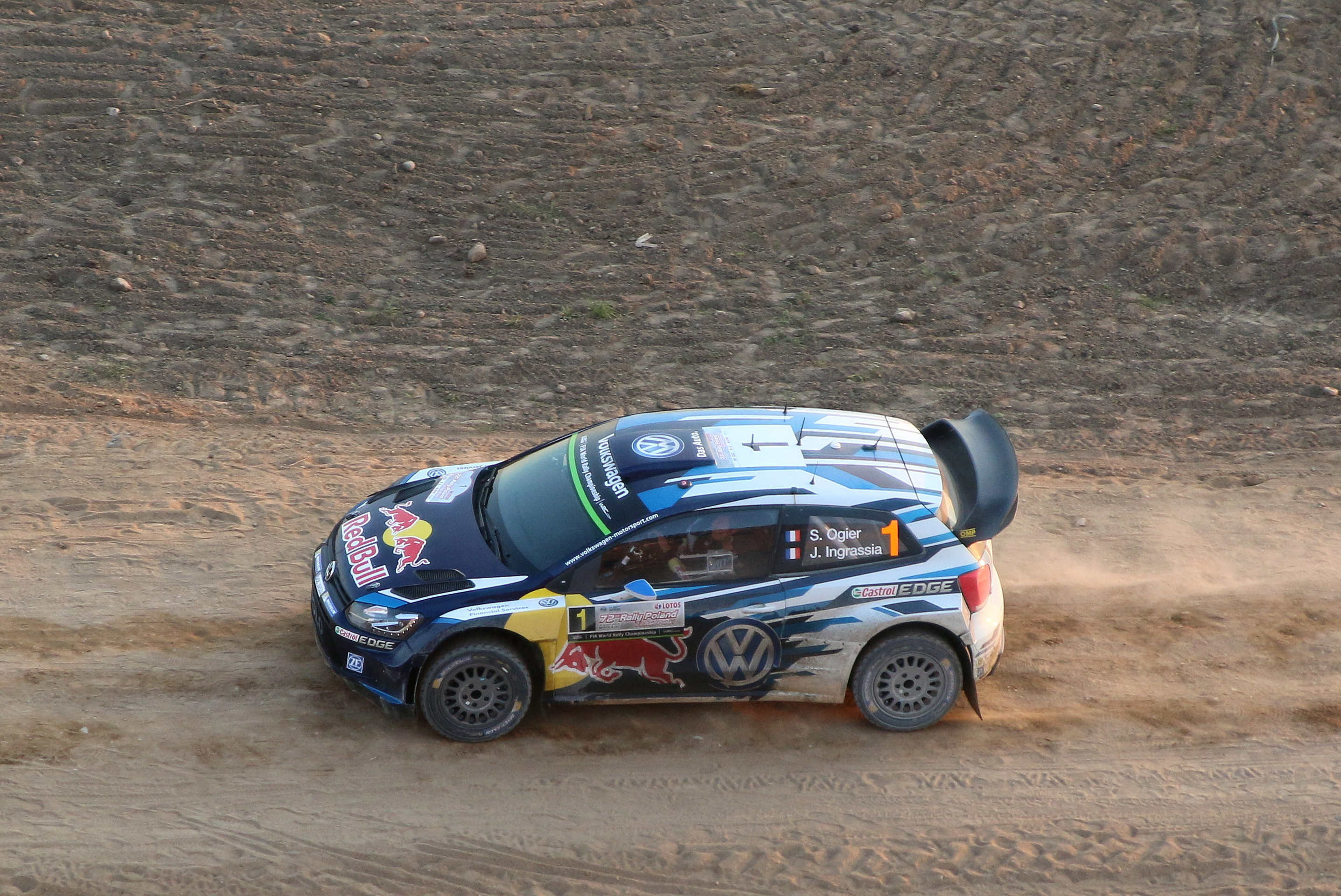
Zwycięzca Rajdu Polski 2015 Sébastien Ogier

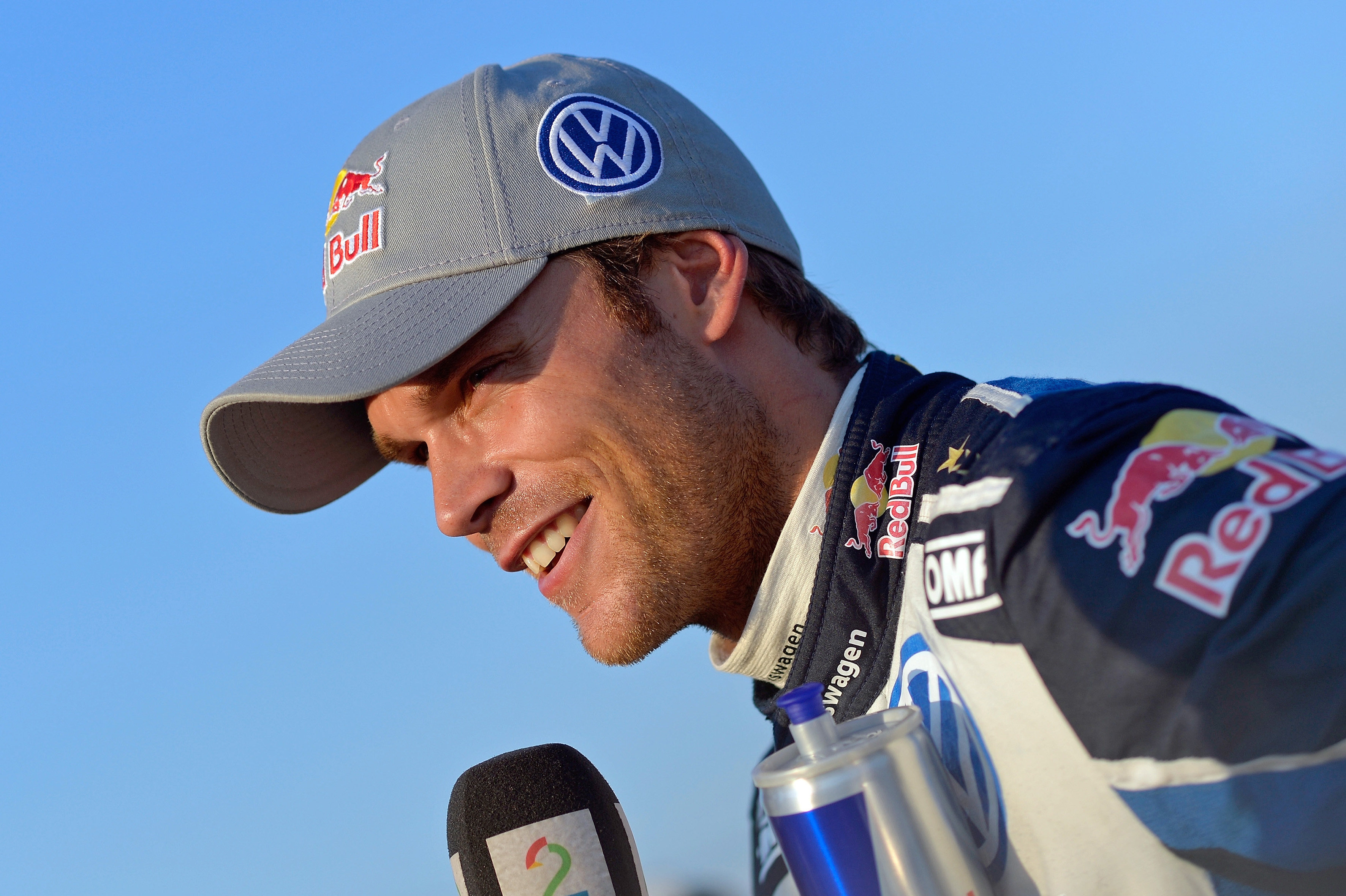
Zwycięzca Rajdu Polski 2016 Andreas Mikkelsen

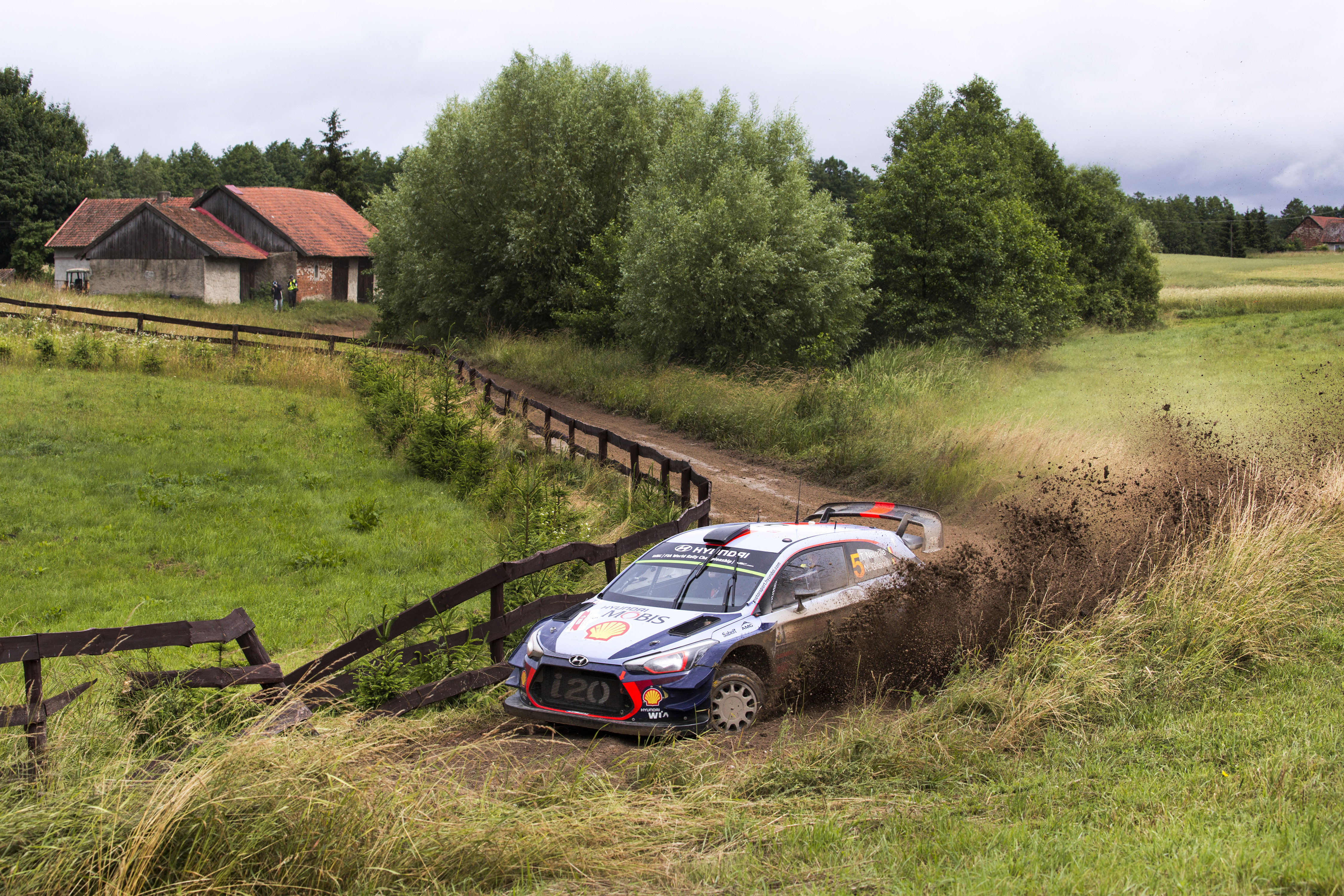
Zwycięzca Rajdu Polski 2017 Thierry Neuville

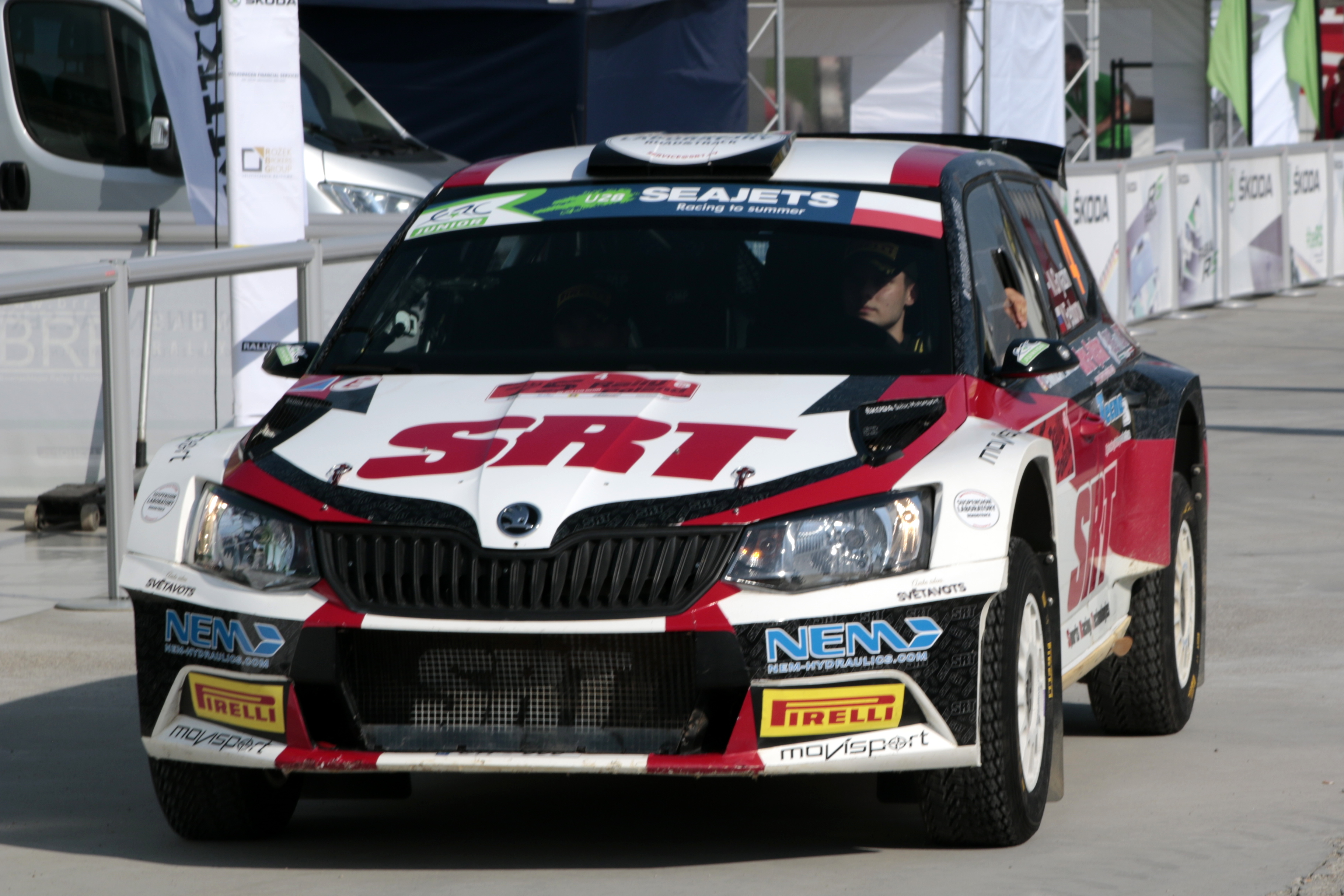
Zwycięzca Rajdu Polski 2018 Rosjanin Nikołaj Griazin

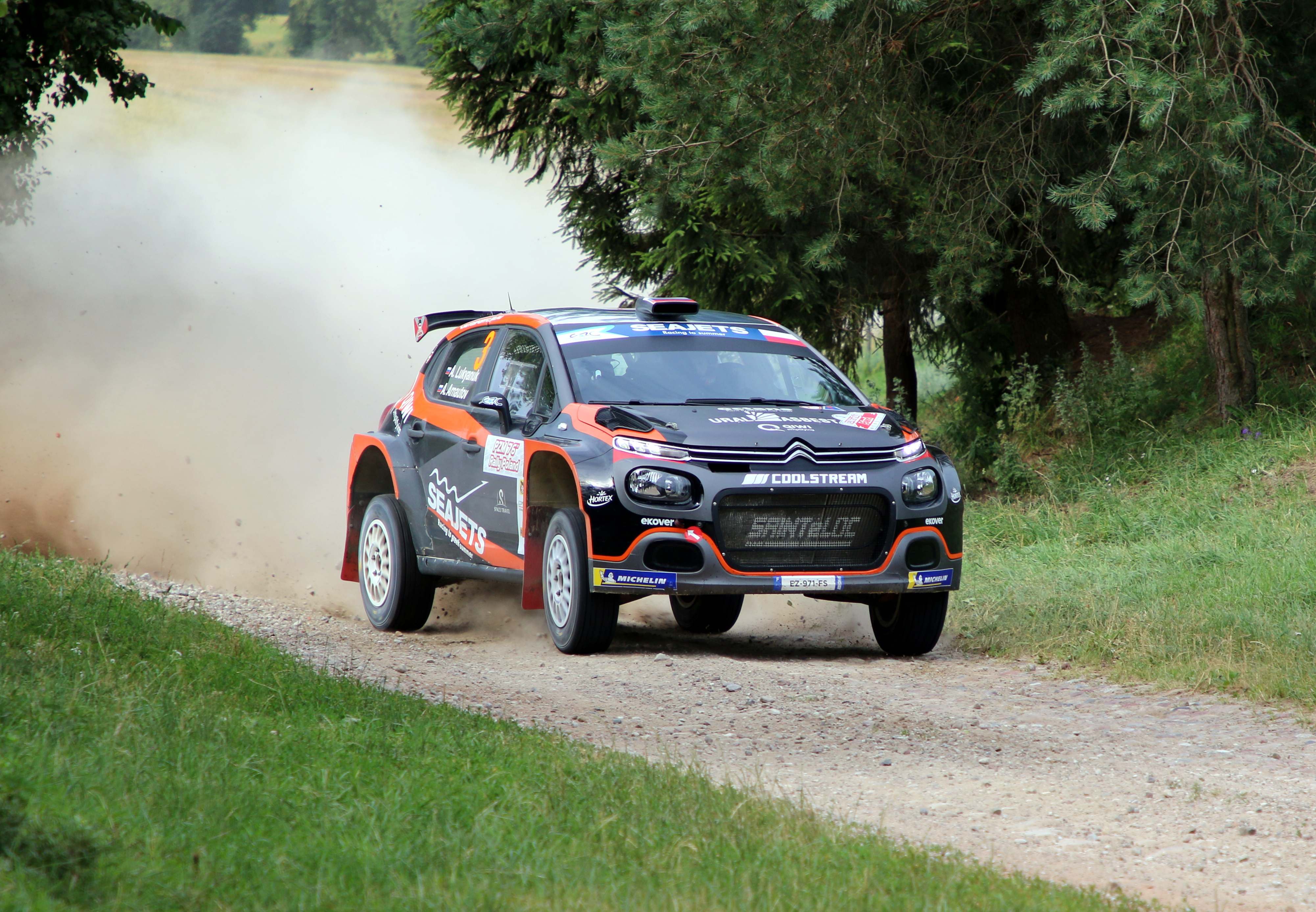
Rosjanin Aleksiej Łukjaniuk zwycięzca Rajdu Polski 2019

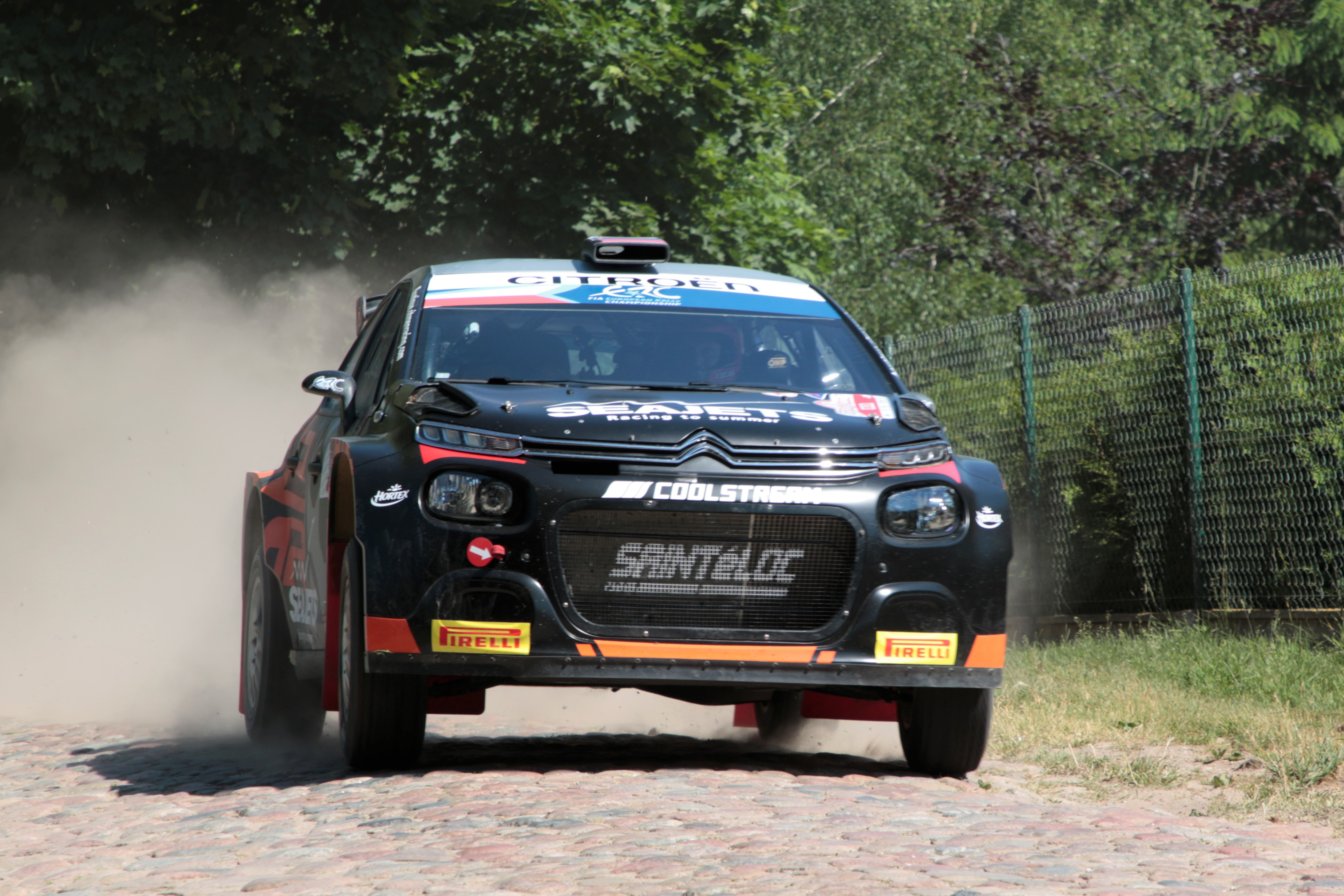
Zwycięzca Rajdu Polski 2021 - Alexey Lukyanuk

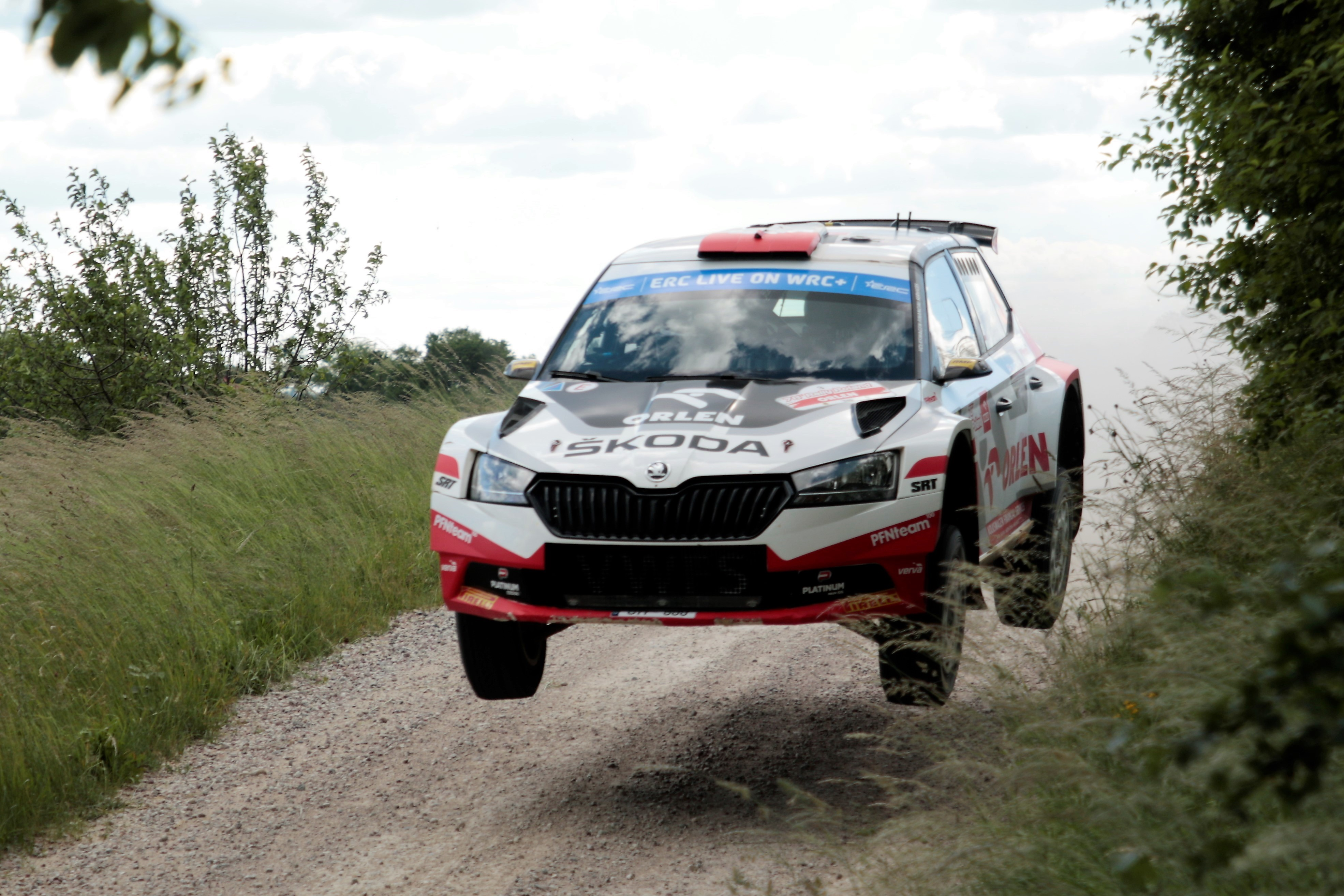
Zwycięzca Rajdu Polski 2022 - Mikołaj Marczyk

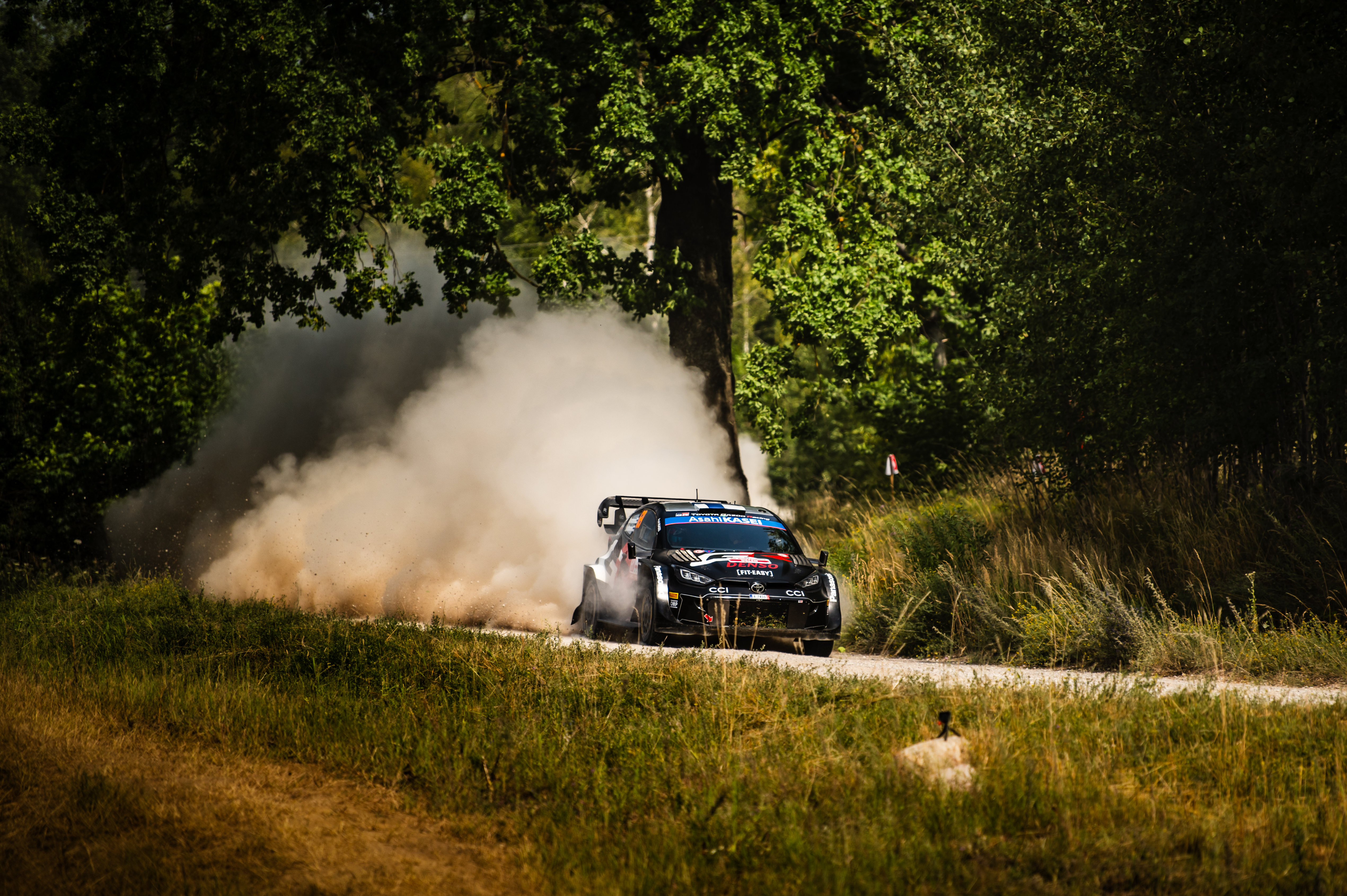
Zwyciężca z roku 2024 mistrz świata Fin Kalle Rovanperä

Lista zwycięzców Rajdu Polski od pierwszego startu w roku 1921 aż do dziś.
| Rok  | Kierowca                                 | Samochód                                 | Samochód                                 |
| ---- | ---------------------------------------- | ---------------------------------------- | ---------------------------------------- |
| 1921 | Tadeusz Heyne                            | Dodge                                    | Dodge                                    |
| 1922 | Hans Lorenz                              | Steyr                                    | Steyr                                    |
| 1923 | Henryk Liefeld                           | Austro-Daimler                           | Austro-Daimler                           |
| 1923 | Jan Siroucek                             | Praga Grand                              | Praga Grand                              |
| 1924 | Henryk Liefeld                           | Austro-Daimler                           | Austro-Daimler                           |
| 1925 | Charles Betague                          | Austro-Daimler                           | Austro-Daimler                           |
| 1927 | Stanisław Szwarcsztajn                   | Austro-Daimler                           | Austro-Daimler                           |
| 1928 | Cipriano Illiano                         | Fiat 509                                 | Fiat 509                                 |
|      |                                          |                                          |                                          |
| 1929 | Adam Władysław Potocki                   | Austro-Daimler                           | g.D                                      |
| 1929 | Josef Veřmiřovský                        | Tatra                                    | g.F                                      |
| 1929 | Teodor Kredl                             | Praga Piccolo                            | g.G                                      |
| 1929 | Jan Ripper                               | Tatra                                    | g.E                                      |
| 1929 | Jaroslav Heusler                         | Praga Grand                              | g.C                                      |
| 1929 | Achim Haebler                            | Maybach                                  | g.B                                      |
|      |                                          |                                          |                                          |
| 1930 | Michał Bitny-Szlachta                    | Ford                                     | g.A                                      |
| 1930 | Zygmunt Rahnenfeld                       | Fiat 525                                 | g.B                                      |
| 1930 | Adam Władysław Potocki                   | Austro-Daimler                           | g.C                                      |
|      |                                          |                                          |                                          |
| 1937 | Paul von Guillaeume                      | Adler Trumpf                             | g.II                                     |
| 1937 | Aleksander Mazurek                       | Chevrolet Master Sedan                   | g.V                                      |
| 1937 | Wojciech Kołaczkowski                    | DKW Meisterklasse                        | g.I                                      |
|      |                                          |                                          |                                          |
| 1938 | Jan Ripper                               | Fiat 1100                                | g.I                                      |
| 1938 | Stanisław Szwarcsztajn                   | Lancia Aprilia                           | g.II                                     |
| 1938 | Hans Rauch                               | Mercedes-Benz 230                        | g.IV                                     |
| 1938 | Witold Rychter                           | Chevrolet Master Sedan                   | g.V                                      |
| 1938 | Jerzy Strenger                           | Citroën Legere                           | g.III                                    |
|      |                                          |                                          |                                          |
| 1939 | Tadeusz Marek                            | Chevrolet Master Sedan                   | g.IV                                     |
| 1939 | Stefan Grossman                          | Citroën                                  | g.II                                     |
| 1939 | Stefan Pronaszko                         | Renault Primaquatre                      | g.III                                    |
| 1939 | Renato Ghisalba                          | Fiat 1100                                | g.I                                      |
|      |                                          |                                          |                                          |
| 1947 | Marian Wierzba                           | Lancia Super Sport                       | g.III                                    |
| 1947 | Witold Rychter                           | Chevrolet Master Sedan                   | g.V                                      |
| 1947 | Zygmunt Andrzejewski                     | Willys                                   | g.IV                                     |
| 1947 | Edward Loth                              | KdF                                      | g.II                                     |
| 1947 | Alfred Pecko                             | DKW                                      | g.I                                      |
|      |                                          |                                          |                                          |
| 1948 | Ivan Hodač                               | Aero Minor                               | g.I                                      |
| 1948 | Václav Bobek                             | Skoda 1100                               | g.II                                     |
| 1948 | W. Perkowski                             | Lancia Aprilia                           | g.III                                    |
| 1948 | Frantisek Dobry                          | Bristol                                  | g.IV                                     |
| 1948 | Jiří Pohl                                | Jaguar                                   | g.V                                      |
| 1948 | Józef Sucharda                           | Jaguar                                   | g.VI                                     |
|      |                                          |                                          |                                          |
| 1954 | Alfons Zielkowski                        | DKW                                      | 750 T                                    |
| 1954 | Zbigniew Witkowski                       | Fiat 1100                                | 1300 T                                   |
| 1954 | Edward Niziołek                          | Opel Olympia                             | 1600 T                                   |
| 1954 | Zygmunt Skoczkowski                      | Tatraplan                                | 2000 T                                   |
| 1954 | Stanisław Gustaw                         | FSO Warszawa M-20                        | 2600 T                                   |
| 1954 | Bolesław Majkowski                       | Ford                                     | 2600+T                                   |
| 1954 | Stanisław Rusiniak                       | BMW                                      | 1600 S                                   |
| 1954 | Franciszek Postawka                      | BMW 328                                  | 1600+                                    |
|      |                                          |                                          |                                          |
| 1955 | Edward Niziołek                          | Opel Olympia                             | g.VI                                     |
| 1955 | Bolesław Majkowski                       | Ford de Luxe                             | g.IX                                     |
| 1955 | Marian Repeta                            | FSO Warszawa M-20                        | g.VIII                                   |
| 1955 | Henryk Olszewski                         | Škoda                                    | g.IV-V                                   |
| 1955 | Jerzy Zaczeniuk                          | Citroën                                  | g.VII                                    |
| 1955 | Jacek Dzięciołowski                      | DKW                                      | g.III                                    |
| 1955 | Grzegorz Timoszek                        | BMW 328                                  | g.Sport                                  |
|      |                                          |                                          |                                          |
| 1956 | Marian Repeta                            | FSO Warszawa M-20                        | g.VIII                                   |
| 1956 | Jerzy Opiela                             | DKW                                      | g.III                                    |
| 1956 | Edward Niziołek                          | Citroën BL 11                            | g.VII                                    |
| 1956 | Janusz Solarski                          | Skoda 1100                               | g.IV-V                                   |
| 1956 | Kazimierz Tarczyński                     | BMW                                      | g.VI-S                                   |
| 1956 | Jan Jagielski                            | Opel Olympia                             | g.VI                                     |
|      |                                          |                                          |                                          |
| 1957 | Adam Wędrychowski                        | Zwickau P-70                             | g.III-T                                  |
| 1957 | Mlado Vukovic                            | DKW                                      | g.IV-T                                   |
| 1957 | Stane Vidmar                             | Porsche 356 1300 S                       | g.V-S                                    |
| 1957 | Walerian Waryszewski                     | BMW 328                                  | g.VII-S                                  |
| 1957 | Mieczysław Sochacki                      | FSO Warszawa M-20                        | g.VIII-T                                 |
| 1957 | Marek Varisella                          | DKW F8                                   | g.III-S                                  |
| 1957 | Bolesław Majkowski                       | Simca 8                                  | g.V-T                                    |
| 1957 | Władysław Paszkowski                     | Opel Olympia                             | g.VII-T                                  |
|      |                                          |                                          |                                          |
| 1959 | Kurt Rüdiger                             | Wartburg                                 | g.IV                                     |
| 1959 | Krzysztof Komornicki                     | Simca Aronde                             | g.V                                      |
| 1959 | Henryk Ruciński                          | Ford Zephyr                              | g.VIII                                   |
| 1959 | Stanisław Wierzba                        | FSO Syrena                               | g.III                                    |
| 1959 | Andrzej Żymirski                         | Opel Olympia                             | g.VII                                    |
|      |                                          |                                          |                                          |
| 1960 | Walter Schock                            | Mercedes-Benz 220SE                      | Mercedes-Benz 220SE                      |
| 1961 | Eugen Böhringer                          | Mercedes-Benz 220SE                      | Mercedes-Benz 220SE                      |
| 1962 | Eugen Böhringer                          | Mercedes-Benz 220SE                      | Mercedes-Benz 220SE                      |
| 1963 | Dieter Glemser                           | Mercedes-Benz 220SE                      | Mercedes-Benz 220SE                      |
| 1964 | Sobiesław Zasada                         | Steyr-Puch 650TR                         | Steyr-Puch 650TR                         |
| 1965 | Rauno Aaltonen                           | BMC Mini Cooper S                        | BMC Mini Cooper S                        |
| 1966 | Tony Fall                                | BMC Mini Cooper                          | BMC Mini Cooper                          |
| 1967 | Sobiesław Zasada                         | Porsche 912                              | Porsche 912                              |
| 1968 | Krzysztof Komornicki                     | Renault 8 Gordini                        | Renault 8 Gordini                        |
| 1969 | Sobiesław Zasada                         | Porsche 911S                             | Porsche 911S                             |
|      |                                          |                                          |                                          |
| 1970 | Jean-Claude Andruet                      | Alpine-Renault A110 1600                 | Alpine-Renault A110 1600                 |
| 1971 | Sobiesław Zasada                         | BMW 2002 tii                             | BMW 2002 tii                             |
| 1972 | Raffaele Pinto                           | Fiat 124 Spider Rally                    | Fiat 124 Spider Rally                    |
| 1973 | Achim Warmbold                           | Fiat 124 Abarth Rally                    | Fiat 124 Abarth Rally                    |
| 1974 | Klaus Russling                           | Porsche 911 Carrera RS                   | Porsche 911 Carrera RS                   |
| 1975 | Maurizio Verini                          | Fiat 124 Abarth                          | Fiat 124 Abarth                          |
| 1976 | Andrzej Jaroszewicz                      | Lancia Stratos                           | Lancia Stratos                           |
| 1977 | Bernard Darniche                         | Lancia Stratos                           | Lancia Stratos                           |
| 1978 | Antonio Zanini                           | Fiat 131 Abarth                          | Fiat 131 Abarth                          |
| 1979 | Antonio Zanini                           | Fiat 131 Abarth                          | Fiat 131 Abarth                          |
|      |                                          |                                          |                                          |
| 1980 | Antonio Zanini                           | Porsche 911                              | Porsche 911                              |
| 1984 | Ingvar Carlsson                          | Mazda RX-7                               | Mazda RX-7                               |
| 1985 | Branislav Kuzmič                         | Renault 5 Turbo                          | Renault 5 Turbo                          |
| 1986 | Branislav Kuzmič                         | Renault 5 Turbo                          | Renault 5 Turbo                          |
| 1987 | Attila Ferjáncz                          | Audi Coupé Quattro                       | Audi Coupé Quattro                       |
| 1988 | Marc Soulet                              | Ford Sierra Cosworth                     | Ford Sierra Cosworth                     |
| 1989 | Robert Droogmans                         | Ford Sierra Cosworth                     | Ford Sierra Cosworth                     |
|      |                                          |                                          |                                          |
| 1990 | Robert Droogmans                         | Lancia Delta Integrale                   | Lancia Delta Integrale                   |
| 1991 | Piero Liatti                             | Lancia Delta Integrale                   | Lancia Delta Integrale                   |
| 1992 | Erwin Weber                              | Mitsubishi Galant VR-4                   | Mitsubishi Galant VR-4                   |
| 1993 | Robert Droogmans                         | Ford Escort Cosworth                     | Ford Escort Cosworth                     |
| 1994 | Patrick Snijers                          | Ford Escort Cosworth                     | Ford Escort Cosworth                     |
| 1995 | Enrico Bertone                           | Toyota Celica T 4WD                      | Toyota Celica T 4WD                      |
| 1996 | Krzysztof Hołowczyc                      | Toyota Celica T 4WD                      | Toyota Celica T 4WD                      |
| 1997 | Patrick Snijers                          | Ford Escort Cosworth WRC                 | Ford Escort Cosworth WRC                 |
| 1998 | Krzysztof Hołowczyc                      | Subaru Impreza WRC                       | Subaru Impreza WRC                       |
| 1999 | Robert Gryczyński                        | Toyota Corolla WRC                       | Toyota Corolla WRC                       |
|      |                                          |                                          |                                          |
| 2000 | Henrik Lundgaard                         | Toyota Corolla WRC                       | Toyota Corolla WRC                       |
| 2001 | Leszek Kuzaj                             | Toyota Corolla WRC                       | Toyota Corolla WRC                       |
| 2002 | Janusz Kulig                             | Ford Focus WRC                           | Ford Focus WRC                           |
| 2003 | Miguel Campos                            | Peugeot 206 WRC                          | Peugeot 206 WRC                          |
| 2004 | Luca Pedersoli                           | Peugeot 306 Maxi Kit Car                 | Peugeot 306 Maxi Kit Car                 |
| 2005 | Krzysztof Hołowczyc                      | Subaru Impreza N11                       | Subaru Impreza N11                       |
| 2006 | Leszek Kuzaj                             | Subaru Impreza N12                       | Subaru Impreza N12                       |
| 2007 | Oscar Svedlund                           | Subaru Impreza N12                       | Subaru Impreza N12                       |
| 2008 | Michał Bębenek                           | Mitsubishi Lancer Evo IX                 | Mitsubishi Lancer Evo IX                 |
| 2009 | Mikko Hirvonen                           | Ford Focus RS WRC 08                     | Ford Focus RS WRC 08                     |
|      |                                          |                                          |                                          |
| 2010 | Kajetan Kajetanowicz                     | Subaru Impreza STR09                     | Subaru Impreza STR09                     |
| 2011 | Kajetan Kajetanowicz                     | Subaru Impreza TMR                       | Subaru Impreza TMR                       |
| 2012 | Esapekka Lappi                           | Škoda Fabia S2000                        | Škoda Fabia S2000                        |
| 2013 | Kajetan Kajetanowicz                     | Ford Fiesta R5                           | Ford Fiesta R5                           |
| 2014 | Sebastien Ogier                          | Volkswagen Polo R WRC                    | Volkswagen Polo R WRC                    |
| 2015 | Sebastien Ogier                          | Volkswagen Polo R WRC                    | Volkswagen Polo R WRC                    |
| 2016 | Andreas Mikkelsen                        | Volkswagen Polo R WRC                    | Volkswagen Polo R WRC                    |
| 2017 | Thierry Neuville                         | Hyundai i20 Coupe WRC                    | Hyundai i20 Coupe WRC                    |
| 2018 | Nikołaj Griazin                          | Škoda Fabia R5                           | Škoda Fabia R5                           |
| 2019 | Aleksiej Łukjaniuk                       | Citroën C3 R5                            | Citroën C3 R5                            |
| 2020 | Nie odbył się z powodu pandemii COVID-19 | Nie odbył się z powodu pandemii COVID-19 | Nie odbył się z powodu pandemii COVID-19 |
|      |                                          |                                          |                                          |
| 2021 | Aleksiej Łukjaniuk                       | Citroën C3 Rally2                        | Citroën C3 Rally2                        |
| 2022 | Mikołaj Marczyk                          | Škoda Fabia Rally2 evo                   | Škoda Fabia Rally2 evo                   |
| 2023 | Mārtiņš Sesks                            | Škoda Fabia RS Rally2                    | Škoda Fabia RS Rally2                    |
| 2024 | Kalle Rovanperä                          | Toyota GR Yaris Rally1                   | Toyota GR Yaris Rally1                   |
| 2025 | Mārtiņš Sesks                            | Škoda Fabia RS Rally2                    | Škoda Fabia RS Rally2                    |